# Eoasthena quilla
Eoasthena quilla är en fjärilsart som beskrevs av Robinson 1975. Eoasthena quilla ingår i släktet Eoasthena och familjen mätare. Inga underarter finns listade i Catalogue of Life.